# Ljusdal-Ramsjö församling
Ljusdal-Ramsjö församling är en församling i Hälsinglands norra kontrakt i Uppsala stift. Församlingen ingår i Ljusnans pastorat och ligger i Ljusdals kommun i Gävleborgs län.

## Administrativ historik
Församlingen bildades 2002 genom sammanslagning av Ljusdals och Ramsjö församlingar. Från 2017 ingår församlingen i Ljusnans pastorat.

## Kyrkor
- Ljusdals kyrka
- Ramsjö kyrka